# 養成学校
養成学校（ようせいがっこう、Training school）とは、職業等に関する職務を全しうる人材を養成するための施設等の通称。
日本においては、学校教育法に規定される名称ではなく、また、「養成学校」を規定する日本の法令もないため、明確な定義の存在する施設を指す名称ではない。法令上は「○○養成施設」などの名称が規定されている場合があるが、一般的には、「養成学校」は通称として用いられるものである。例えば、民間航空操縦士養成学校、アメリカ沿岸警備隊の隊員養成学校、士官養成学校、官吏養成学校などがある。
オーストラリアでは技術・継続教育（TAFE）に代表される。ドイツではファッハシューレが存在し、フルタイムで2年間、パートタイムでは3-4年間の教育が提供される。

## 養成学校の例

### 一例
- 環境デザイン#環境デザイン科設置校
- カーデザインアカデミー
- 和裁#教育訓練施設
- 国立宮古海上技術短期大学校：船員養成学校
- 商船学校（海員養成学校）
- 船員養成学校
- 航海者養成学校
- 鎮海高等海員養成所 - 1919年から1945年の間、日本統治時代の朝鮮に設置された船員養成学校
- 日本鋼管鶴見造船所養成校
- 潜水艦乗組員養成校

- 逓信省愛媛航空機乗員養成所
- 逓信省航空局航空機乗員養成所／印旛
- シアトルフライトアカデミー（パイロット養成）
- 航空機乗員養成所
- 愛媛航空機乗員養成所
- 航空学生養成コース 航空学生課程
- 操縦士に関する養成スクール（独立行政法人航空大学校ほか）

- 法科大学院（日本の法曹養成学校）、ロー・スクール (アメリカ合衆国)
- 社会起業家養成スクール
- 起業家養成学校アタッカーズ・ビジネススクール
- みやぎ新世代技術者リーダー養成カレッジ
- 日創研起業家養成スクール・明徳会（起業家の育成・指導）
- ビジネススクール
- 松下幸之助商学院
- 一新塾：平成維新の会の後進、「新しいネクストリーダー養成学校」として設立したNPO法人
- 日本経済研究センター エコノミストの養成学校
- アタッカーズ・ビジネススクール：起業家養成学校
- 人材養成スクール「阿里学院」
- 地域イノベーター養成アカデミー
- ベンチャーコントロールすごい起業塾
- 投資家養成スクール「増山塾」
- 萩原宗プロフェッショナル養成所
- 国際人養成所
- 女性起業家養成アカデミー 飲食店開業・オーナー育成アカデミー
- 社団法人中部産業連盟経営後継者養成アカデミー (JEA)
- 女性総合研究所女性起業家育成アカデミー
- エイチ・エス・フューチャーズ「システムトレーダー養成スクール」
- TACビジネスプロ養成スクール
- リーダー養成スクールEMP（東京大学）
- 地域イノベーター養成アカデミー
- 管理者養成学校 - 株式会社社員教育研究所が運営している社員研修のための合宿訓練所。管理者養成基礎コースは通称「地獄の訓練」として有名。静岡県富士郡芝川町に本校がある
- 管理者養成学校（社員教育研究所）

- 東京大学大学院経済学研究科「ものづくりインストラクター養成スクール」（経済産業省「産学連携製造中核人材育成事業」）
- キャリア・コンサルタント養成スクール
- マネーの達人養成学校 家計の見直し相談センター
- 不動産投資コンサルタント養成塾
- 相続FP養成スクール
- アパート投資家養成スクール「増山塾」
- コンサルタント養成学校（日本コンサルタントグループ）
- FP研修センター（日本FP協会認定 ファイナンシャルプランナー (FP)・CFP・AFP・FP技能士のの養成と資格取得）
- 結婚活動「婚活」支援・結婚コーディネイター養成スクール「relation-academy」
- ウエディングプランナーやブライダルコーディネーター育成スクール「grandmarriage」
- ウエディングプランナー養成スクール「アライヴァルウエディングカレッジ (AWC)」
- 離婚カウンセラー養成講座NPO日本家族問題相談所プロ講師養成スクール
- ウェディングプランナー養成スクール「First Stage（ファーストステージ）」
- ムービー（東京・池袋のブライダルアート司会者養成スクール）
- 離婚カウンセラー養成スクール（株式会社カラットクラブ）
- ベビーシッター養成校
- ガイド養成学校（社団法人日本アルパイン・ガイド協会、略称 AGS-J）
- 登山リーダー養成学校
- オリエンテーリングインストラクター養成校
- 環境マネジメントシステム審査員養成校
- カジノディーラー養成学校「カジノビジネスアカデミー (CBA)」
- プリンスホテルホテリエ（ホテル従事者）養成校
- 富士屋ホテルトレーニングスクール
- ザ・ウィンザーホテル洞爺リゾート&スパホテルマン養成学校「ザ・ウィンザー ホスピタリティ インスティテュート
- JALアカデミー
- 消防学校
- 米国公認会計士 (USCPA)、BATICの養成学校|プロアクティブ/グアム大学日本事務局
- USCPA/米国公認会計士 国際資格の養成学校|アビタス/Abitus
- 探偵学校
- 全国探偵調査士養成所 - 通信で学べる探偵学校
- 大麻・けし撲滅ハンター養成所！：政府広報オンライン
- タイパー養成所 - 無料タイピングゲームで学ぶ
- アノテーター養成塾
- 認定眼鏡士#養成校
- 油濁防止管理者養成校
- ダントツ大家養成スクール増山塾（防犯対策者）
- イメージコンサルタント養成スクール・ビジネスマナーインストラクター養成スクール
- タイパー養成所
- 恵比寿 ビジネススクールボヌール秘書養成カレッジ
- 鳶職養成校
- 社会福祉主事養成スクール
- 国際ビジネスマン養成校「ジ・インスティテュート」
- BMW M（顧客向けトレーニングスクール運用）
- 執事養成学校
- イメージコンサルティングの株式会社ボヌールコンサルティング秘書養成カレッジ
- 営業のプロ養成スクール・セールスレップ営業セミナー
- 特定非営利活動法人日本デジタル・アーキビスト資格認定機構養成スクール
- IBMスクール：セールスマン養成学校
- 電話占い師養成専門学校「Sierra（シエラ）」
- カウンセラー養成スクール「www.1counselor.com/」
- 西谷泰人プロ手相家養成スクール
- アルファ・アカデミー（ネットショップトレーナ養成）
- エアレンジャー・養成スクール（エアコンクリーニング技術指導学校）
- 高等商業学校 商業実務家養成学校

- 緑星囲碁学園
- 新進棋士奨励会 棋士養成学校
- 「テロリスト養成校」
- 速読法と記憶法が学べる専門スクール|日本速読・記憶法セミナー
- 伝統工芸職人養成スクール（小樽職人義塾大学など）
- 表具工芸大学訓練校
- 日本伝統文化コーディネーター養成スクール（アジアンカルチャーセンター/銀座文化サロンにて開講している, 日本伝統芸術国際交流協会）
- wXwトレーニングスクール
- 国土交通大臣指定自動車整備士養成校
- 自動車整備士養成学校
- 日本ドライバー養成所
- 宮交自動車学校（普通車・普通自動二輪の養成学校）
- 神戸ものづくり職人大学（洋服・靴・家具のマイスター養成学校）
- 関東プロドライバー養成校（東京都小金井市）
- 動力車操縦者養成所
- 沖縄古民家再生職人養成カレッジ
- 日本職業潜水士養成センター（潜水士養成校）
- マインド・クリエイト（京都・大阪・名古屋、催眠術師養成スクール）
- 日本ドライバー養成所
- メイド養成アカデミー（秋葉原）
- 防犯ボランティア養成アカデミー
- リフォーム・クリーニングの技術研修[住宅メンテナンス養成学校]
- 博多織技能開発養成学校（博多織デベロップメントカレッジ）：博多織の技能を養成するNPO法人
- 左官職養成校

- 農学校
- 農薬管理指導士養成校
- 兵庫県立淡路景観園芸学校
- 中国農業銀行：長春、天津、武漢に養成学校を開設
- 水産業普及指導員養成校
- ヴィルトパルク・プロイセン王立造園師養成学校
- 森林情報士資格養成スクール（認定校と準認定校がある）

- 日本酒アカデミー（日本酒伝道師養成）
- 製菓学校
- 製菓衛生師養成校
- 熊本パティシエ養成スクール
- フードコーディネーター養成スクール・祐成陽子クッキングアートセミナー
- フードスペシャリスト養成スクール
- 日本フードアナリスト協会フードアナリスト講師養成アカデミー
- シェフ養成スクール「egames」
- 新潟清酒学校
- レコールバンタン（料理学校）
- 全国栄養士養成施設協会
- 辻学園調理・製菓専門学校：日本初の調理師養成学校
- マグロ解体師養成アカデミー
- すし職人養成学校・喜代村塾
- 寿司職人養成スクールの「東京すしアカデミー」
- 栄養士・管理栄養士養成スクール
- プラットホーム（日本茶インストラクター協会・日本茶アドバイザー養成スクール）
- ハーブ・ソサエティ「ハーブインストラクター」中級資格養成校

- パソコンスクール
- インターネット・アカデミー
- リナックスアカデミー
- 四国進学会#パソコン事業部
- マイクロソフトオフィシャルトレーニングスクール (MOTS)
- パソコンインストラクター養成学校 www.jpita.or.jp/inst/
- 企業実践型CADオペレータ養成スクール「田中事務所」
- 現場直結型3DCGスキル養成学校「alchemy」
- Apple社認定 トレーニングスクール
- JATI認定トレーニングインストラクター養成校
- 日本伝統芸術国際交流協会日本伝統文化コーディネーター養成スクール
- 広告学校（マドラ出版）
- クリエータースクール（Webデザイナー、プログラマー養成）
- クリエイター・アーティスト養成スクール「GIZA CREATORS SCHOOL」
- WAOクリエイティブカレッジ（株式会社ワオワールド運営、3DCG・映像デザイナー、CG・VFXクリエイターの養成スクール）
- 現場直結型3DCGスキル養成学校「alchemy」
- エコール・デ・ボザール：フランスの芸術家養成学校
- イ・フメッティ (Scuola Romana dei fumetti)：ローマの漫画家養成学校
- 美術研究所 美術関連の研究機関、画家養成学校
- 美学校
- デジタルハリウッドクリエイター養成スクール運営
- クリエイター・アーティスト養成スクール「GIZA CREATORS SCHOOL」
- 財団法人とくしま産業振興機構デジタルクリエーター養成塾
- ネットワークス851DJ養成スクール「バトルスピーカー」
- 作家養成スクール心斎橋大学
- 東映アニメーション研究所
- 東京ゲームデザイナー学院
- 東京写真学園
- ヒューマン (ゲーム会社)：ゲーム開発者養成学校
- デジタルエンタテインメントアカデミー：ゲームクリエイター養成学校
- コナミミスクール：コナミが設立したゲームクリエイター養成学校
- 宣伝会議コピーライター養成講座 - 1956年、日本初のコピーライター養成学校
- タツノコアニメ技術研究所 アニメーター養成機関
- タリアセン (en:Taliesin (studio))：建築家養成学校
- バンタンゲームアカデミー（VANTAN GAME ACADEMY, ゲーム・マンガ・アニメの養成学校）
- バンタン電脳ゲーム学院｜ゲームの学校
- シナリオ・センター
- WEBデザイナー養成・アクシーパソコンスクール（大阪・梅田）
- Mr.Maric マジシャン養成スクール「N-Academy」
- 中国のアニメーター養成学校『火星*代』
- 漫画家養成校日本マンガ塾プロ養成科
- コピーライター養成学校（宣伝会議）
- シナリオ講座（社団法人シナリオ作家協会）
- 藤本義一を総長とする作家養成スクール「心斎橋大学」
- 松竹シナリオ研究所
- CWS創作学校
- 日本イラストレーター倶楽部 JIC（イラストレーター養成スクール）
- 日本脚本家連盟ライターズスクール
- 大阪編集教室（編集者・ライター養成学校）

- 日本映像翻訳アカデミー（映像翻訳者養成）
- こども英会話講師養成スクール
- 青森市の子供英会話養成学校|キッズキャンパス・インターナショナルスクール
- 子供用英会話の養成学校アミティー
- フェロー・アカデミー（翻訳者の養成学校）
- ハロー通訳アカデミー - 通訳ガイド受験対策（東京都杉並区）
- ライトハウス - 英語教育とテスト開発、コンサルティング、教材事業（東京都千代田区）
- エッセンス（TOEICの養成学校）
- インターンシッププログラムの養成学校
- 子供の英会話養成学校|キッズキャンパス・インターナショナルスクール
- こども英会話養成学校|オージーエー・インターナショナルスクール
- T-Prep（福岡唯一のTOEFL TEST対応学校 福岡留学センター付属の語学学校）
- 翻訳スクールバベル（英文契約書翻訳者の養成学校）
- 翻訳の養成学校|フェロー・アカデミー
- 通訳者養成学校 コングレ・インスティテュート（国際会議のコングレが運営。英語スペイン語中国語韓国語の通訳者を養成）
- ICA実務翻訳家養成スクール
- 英語トレーニングスクール・ICC
- 通訳者、翻訳者を養成する教育機関|サイマル・アカデミー（サイマル・インターナショナル）
- ビジネス英語、通訳者・翻訳者養成学校インタースクール
- 通訳者・翻訳者（通信講座）の養成学校ISS
- 外国語学校 (旧制) 海外活動実務者の養成学校

- ジュエリースクール| 赤坂宝石彫金学院
- 服飾技能者養成校・服飾学校
- エスモードジャポン
- ミキヤヘアメイクカレッジ
- ネイリスト養成所
- サロン型カットスクール｜萩原宗プロフェッショナル養成所
- 平野ドレスメーカー専門学校：専修学校および洋裁技術者の養成学校
- JIRO (特殊メイクアーティスト) は現在特殊メイクアーティスト養成学校設立
- 神宮着付養成アカデミー
- メークアップアーチストプロ養成校
- 尾上和裁学園：徳島の和裁士養成学校
- ル・オペラ（パタンナー、洋裁のプロを養成するスクール）
- 京都の和裁士養成学校「京都きものファッションスクール」

- 小松製作所コマツ工業専門学院（工場現場の中堅リーダー養成校）
- 鉄道教習所（鉄道職員養成学校）
- 日建学院
- ハイルブロン専門大学（州立のエンジニア養成校）
- パリ国立高等鉱業学校（元来は鉱業技術者の養成校）
- 耐震診断技術者養成施設
- 鋼構造関連技術者養成校
- 建築積算技術者養成施設
- 舗装道路技術者養成施設
- 設計システム技術者養成スクール
- 耐震建築人材育成プロジェクト
- 生命情報工学研究センター生命情報科学技術者養成スクール
- 電気通信主任技術者養成施設
- ロボットレースによる組込み技術者養成施設
- 旭硝子ALC壁材施工技術者養成所
- エネルギー管理士養成施設
- 管工事設計積算技術者養成施設
- ネットワークエンジニア養成所
- 株式会社 ネットワンテクノロジーITエンジニア養成カレッジ
- 電気工事士養成施設
- 環境測定士養成施設
- ネットワーク技術者養成施設
- 木造住宅の耐震診断士・耐震補強技術者養成施設
- 土木鋼構造診断士養成施設
- システムアーキテクチュアナレッジ（セキュリティとネットワーク技師の養成学校）
- Ecole centrale de Pekin - フランス系中国人／中国系フランス人技術者養成学校
- ネットワークエンジニア養成所
- ダム水路主任技術者養成校
- 土壌環境監理士養成校
- 水道技術管理者養成校
- 情報技術学院：株式会社が運営するシステムエンジニア・プログラマ養成学校
- 構造設計アカデミー 「構造設計者養成学校」
- 市光工業#市光テクニカルトレーニングセンター
- 山口県立宇部工業高等学校：宇部興産の技術者養成学校であった長門工業学校（旧私立宇部徒弟学校）が母体

- ハーバード大学医学大学院：ハーバード大学の専門大学院の一つ、医師の養成学校
- 文部科学大臣指定（認定）医療関係技術者養成学校
- 岡山薬学校：現：関西高等学校、修業年限1年半の薬剤師養成学校（第1次）
- 琉球列島米国民政府看護婦養成学校（公衆衛生看護婦養成学校）
- 保健人材養成スクール
- 家族療法#家族相談士養成機関

- 視能訓練士#養成校
- YMCメディカルトレーナーズスクール新宿校 ヨガインストラクター養成カレッジ
- アイ・エル・シー ホームヘルパー養成カレッジ
- 保育・福祉の学校|ピープル・キャリア専門学院
- 国際疾病分類学院（コーディングスペシャリストの養成学校）
- 中央福祉学院 社会福祉主事養成学校
- 健康運動実践指導者養成校
- 手話通訳#手話通訳の養成校
- 福祉用具専門相談員養成スクール（お茶の水ケアサービス学院など）
- リブラメンタルアカデミー（トータルヘルスカウンセラー養成校）
- 日総研社会福祉士養成所 通信課程

- 催眠術師養成スクール（マインド・クリエイト、東京催眠研究所、TRANSなど）
- 絵画療法士養成スクール
- セラピストおよび臨床催眠療法士養成の養成スクール
- アーユルヴェーダ・セラピスト養成スクール（南インド・ケーララ州にあるアーユルヴェーダの学校
- ハーブドロップセラピスト養成カレッジ
- タイクーン（タイ古式マッサージ セラピスト養成スクール）
- ベルエア校 国際セラピスト養成カレッジ
- 中欧気功整体学院 治療家養成学校
- 日光十無スピリチュアル気功師養成カレッジ
- 国際セラピスト養成カレッジ オアシスジャパン校
- ナチュールカレッジ東京校（メディカルハーブの養成学校、日本メディカルハーブ協会資格認定校）
- クリエ・スクール（色彩検定・カラーコーディネーターの資格取得、色彩心理、プロ養成カラー・色彩の養成学校）
- エコール・ド・メチエ（色彩心理診断士養成学校）
- アロマ、アロマテラピー（アロマセラピー）スクール
- クエストセラピスト養成スクール
- 台湾若石式リフレクソロジストプロ養成学校「国際若石メソッドスクール」
- トータルフットケアセラピスト養成学校（トータルフットケアスクール カナダ バイオップ社技術提携校）
- ヨガインストラクター、ピラティスインストラクター養成スクール「ヨギー・インスティテュート」（スタジオ・ヨギー）
- アロマスクールてんか（アロマセラピスト養成学校、宮城県仙台市、山形県山形市）文部科学大臣指定（認定）医療関係技術者養成学校
- FTPピラティスアカデミー京都
- プロカウンセラー養成塾 JSA-Japan
- ヒーラー・チャネラー養成スクール|リラ・アカデミー
- ページハーブ療法家（ハーバリスト）の養成校|オルタナティブ・アカデミー
- ハーブドロップセラピスト養成カレッジ
- リフィールリンパケアセラピスト養成アカデミー
- ジョイ石井のカウンセラー養成アカデミー
- 心理カウンセリングセラピースクール（心理カウンセラー養成学校）
- インストラクター養成アカデミー|ピラティススクール
- ジェイ・コミュニケーション・アカデミー（ハーブセラピスト養成）
- 心理学、カウンセリングとカウンセラー養成「神戸メンタルサービス」
- アロマセラピースクール・セラピストスクール トップセラピスト
- LAVAヨガインストラクター養成スクールHealing Room373（カルチャーカウンセラースクール、滋賀県）
- ペストコントロール技術者養成校
- タイ古式マッサージ・タイクーンセラピスト養成スクール
- マッサージ専門養成学校・アイムアカデミーボディセラピスト養成スクール
- セラピスト養成スクール・スコラバリ (SEKOLAH BALI)
- アロマスクールHeartest（セラピスト養成スクール、ハワイ州教育委員会・ハワイ州マッサージ協会認定校、学校法人ハワイアンアイランズスクールオブマッサージ (HISM) パートナー校、日本セラピー協会認定校・日本アロマコーディネーター協会加盟校）
- カラーコーディネーター養成スクール「DAGU」（名古屋、色彩検定団体校、カラーアナリスト・パーソナルカラー診断、カラーセラピスト、メイクアッププロ養成）
- 心理カウンセラーの養成スクール・日本カウンセラー学院ワイズアールセラピスト養成スクール
- 理学療法士・作業療法士養成校
- ナディ・セラピスト養成スクール（福岡県、セラピストスクール・タイ古式マッサージ 過去生回帰セラピーなど）
- 指針整体スクール（整体師養成、広島県福山市）
- 全日本気功師協会所属気功師養成学校
- 長野整体師養成学院（セラピスト養成スクール、長野県佐久市）
- 整体師養成スクール「整体スクール技塾」
- 中欧気功整体学院（治療家養成学校）
- セラピスト養成スクール・サロンBanyan Tree
- アートセラピー・スクール、アートセラピスト養成「オーロラ」
- ヒーラー・チャネラー養成スクール「リラ・アカデミー」
- ヒプノセラピスト養成スクール「ミステリーヒプノセラピスト協会」ミステリーヒプノセラピスト養成コース
- ヨガ・ピラティス インストラクター養成スクール「ヴィオラトリコロール」
- 台湾若石式リフレクソロジスト・プロ養成スクール「国際若石メソッドスクール」（若石健康法世界本部公認プロ・リフレクソロジスト養成スクール）
- 精神保健福祉士養成校
- カウンセラー養成スクール
- プレイセラピー（遊戯療法）の養成スクール
- ヨガインストラクター養成・インストラクター資格認定スクール「Active Body（アクティブボディスクール）」
- アロマセラピスト養成・アロマスクールラヴァーレ
- 国際代替医療学院（世界の伝統医療を学ぶ癒しの養成学校）
- 日本リフレクソロジスト養成学院（リフレクソロジーの養成学校）
- La Vita（ラ・ヴィータ、メディカルフィットネス指導者養成スクール）
- アカデミー養成所 リラクゼーション マミー
- グレースアカデミー（パーソナルカラーアナリスト・イメージコンサルタント養成スクール）
- マッサージ師専門養成学校「アイムアカデミー」

- ヘルスケア・トレーナー養成校
- スリムビューティハウスアカデミー（エステティシャン養成スクール）
- 恵比寿トータルビューティ エステティックTIRAVIプロ養成アカデミー
- BodyDesigner養成アカデミー
- エステスクール「海月彩花ビューティセラピスト養成スクール」（福岡市天神）
- たかの友梨エステティックアカデミー（一般向けエステティシャン養成校）
- ネイルスクール「エリカネイリスト養成スクール」HPS/ヒプノセラピー・ヒプノセラICP整体師養成スクール（整体師・カイロプラクター養成、京都府）
- エルセーヌエステティック エコール（エステティシャン養成校）
- ネイルアーティストプロ養成校
- 整体師学校/女性向け美容整体養成スクール「整体学院心月」（兵庫県神戸市・奈良県葛城市）
- ibnプロアカデミー（まつ毛エクステ施術者・アイリスト養成スクール）
- 姿勢美人養成スクール「style URBAN」
- ミスパリ エステティックスクール（エステティシャン養成校）
- 健友館整体師養成所（整体学校・整体師養成スクール）
- アイシービー（女性のイメージアップとセンスアップのためのスクール。カラーコーディネーターやウォーキングレッスンなどのイメージコンサルタント、パーソナルスタイリストの養成）
- ワイズアールセラピスト養成スクール（東京都足立区）
- 骨盤整体骨盤セラピークリニック・骨盤セラピスト養成スクール
- 足の学校スクール オブ ペディ（旧 小さなサロンのオーナー店長養成学校）

- Being Music School
- 宝塚音楽学校：宝塚歌劇団の団員養成学校
- 日本歌劇学校：OSK日本歌劇団のかつての団員養成学校
- 日本音楽学校（2009年度から有明教育芸術短期大学に発展的改組）
- 松竹音楽舞踊学校：かつて存在した松竹歌劇団 (SKD) の劇団員養成学校
- ミラノ音楽院：イタリアでは最も卓越した音楽家養成学校
- 聖歌隊養成学校
- 代官山音楽院
- 歌手の養成機関
- 東京音楽学校 (旧制) - 日本で最初の音楽教員・音楽家・音楽鑑賞家の養成学校
- リヨン国立高等音楽・舞踊学校 - 音楽家、ダンサー、バレエダンサーの養成学校
- パリ国立高等音楽・舞踊学校
- リセウ高等音楽院 - リセウ大劇場の音楽家養成学校
- パリ国立高等音楽・舞踊学校 - 世界有数の音楽教育機関
- 王立音楽大学：国立音楽養成学校の継承校
- マミィズボイススタイル（ボイストレーニングスクール）
- アカデミー・オブ・ミュージック (Hits Village New York)：プロ養成校
- トランペット奏者・指導者養成アカデミー
- ISMギタリスト養成所
- ロックギタリスト養成所
- イグナシオセルバンテスプロ養成学校：キューバのパーカッション教育

- ジム・エバンス審判学校：メジャーリーグベースボール (MLB) 公認野球審判員養成学校（審判学校）
- ハリー・ウェンデルステッド審判学校：メジャーリーグベースボール (MLB) 公認野球審判員養成学校
- ARDF審判員養成校
- 審判学校
- 相撲教習所
- 国際コーチ協会認定コーチ養成校
- トレーニング指導者養成校・養成機関 - JATI-日本トレーニング指導者協会が認定
- ニック・ボロテリー・テニスアカデミー アメリカ合衆国 プロテニス選手/国際テニス選手養成学校（スポーツ選手の総合養成学校IMGアカデミーズ, IMGA）
- IMGアカデミーズ (IMG Academies, IMGA) インターナショナル・マネジメント・グループ：テニスアカデミーを擁する国際総合スポーツ選手養成学校
- スポーツプログラマー養成校
- ダブルダッチインストラクター養成校
- キルダーレ騎手養成学校
- 地方競馬調教師養成校
- 地方競馬厩務員養成校
- 地方競馬教養センター：地方競馬全国協会騎手などの養成
- ル・ムーラン・ナ・ヴォン：フランス国立騎手・厩務員養成学校
- 中央競馬騎手養成機関-千葉県の競馬学校騎手課程, 馬事公苑騎手講習会など
- 中央競馬厩務員養成校
- 中央競馬調教師養成校
- 競馬学校：日本中央競馬会騎手などの養成
- 馬事従事者養成の学校
- インターアクションホースマンスクール
- 国際馬事学校
- アニマル・ベジテイション・カレッジ 馬に関する仕事の総合技術を専門とする養成学校
- やまと競艇学校（競艇選手養成学校.かつて山梨県に本栖研修所があった）
- 競艇選手養成校
- 競艇検査員養成校
- 競艇審判員養成校
- 日本競輪選手養成所
- 競輪審判員養成校
- オートレース選手養成学校 選手養成所（茨城県下妻市）
- オートレース審判員養成校
- アマチュア自転車競技選手養成校
- バレーボールアカデミー
- JVA貝塚ドリームス（東洋の魔女養成アカデミー、日本バレーボール協会主宰するアカデミーの中学生チーム）
- カルガリー国立オリンピック選手育成トップアスリート養成校（高校）
- オーストラリア国立スポーツ研究所 スポーツ競技者の養成学校
- サッカー公認審判員養成校
- JFAアカデミー熊本宇城
- JFAアカデミー福島
- 日本サッカー協会指導者養成校
- 名古屋ウェルネススポーツカレッジ
- JOCエリートアカデミー（日本オリンピック委員会運営選手養成システム）
- 国際YMCAトレーニングスクール（現：スプリングフィールド大学）
- TMC 東京モータースポーツカレッジ（モータースポーツの学校）
- フォーミュラトヨタ・レーシングスクール (FTRS)
- トヨタ・ヤングドライバーズ・プログラム
- ジム・ラッセル・レーシングスクール
- 鈴鹿サーキットレーシングスクール
- フォーミュラ・ルノースクール（ウィンフィールド・レーシングスクール）
- 十勝インターナショナルスピードウェイ#レーシングスクール
- ザクスピード・ニュルブルクリンク・レーシングスクール
- ジム・ホール・カートレーシングスクール
- スーパーチップスレーシングスクール
- CBRサーキットチャレンジ（レーシングスクール）
- フォーミュラ・ステラ・レーシングスクール (FSRS)
- スペナ・デービッド・レーシングスクール
- 和田レーシングスクール (WRS)
- エルフ・ラ・ラフィリエール
- ニッサンレーシングスクール
- スポーツランドTAMADAキッズ・レーシングスクール
- ウォルター・レクナー・レーシングスクール
- ウィンフィールドレーシングスクール
- プロレスラー養成所：闘龍門, 「ウルティモ・ドラゴン・ジム」（ルチャドール養成学校）、OZアカデミー（悪役女子プロレスラー養成学校）
- プロゴルファー養成アカデミー|ベフゴルフカレッジ
- アンドレアス・フェルダー：国立のスキージャンプ指導者養成学校に
- プロゴルファー・ゴルフ指導者養成学校「ベフゴルフカレッジ」
- ダイビングインストラクター (IDC) 資格取得・養成カレッジ in.SHS
- CTIジャパン
- パーソナルコンディショニングトレーナー養成スクール

- 言語聴覚士指定養成校
- 精神保健福祉士養成校
- 精神保健福祉士養成校
- ボイラー・タービン主任技術者養成校
- 浄化槽管理士養成校
- 空調給排水管理監督者養成校
- 統括管理者養成校
- 排水管清掃作業監督者養成校
- 理学療法士養成校 日本理学療法士協会理学療法士養成校
- 心理相談員養成校
- 特別管理産業廃棄物管理責任者養成校
- 原子炉主任技術者養成校
- 保育士養成学校
- エコピープル養成校
- 浄化槽技術管理者養成校
- 砂利採取業務主任者養成校
- 農薬管理指導士養成校
- 浄化槽検査員養成校
- しろあり防除施工士養成校
- 清掃作業監督者養成校
- ホームヘルパー養成校
- 精神保健福祉士養成校
- 病院清掃受託責任者養成校
- 健康運動指導士養成校
- サイクリングインストラクター養成校
- 防除作業監督者養成校
- ローラーゲームトレーニングスクール
- エステティシャン養成学校
- 環境衛生指導員養成校
- 気功師養成学校
- カイロプラクティック養成校
- エネルギー管理員養成校
- 有害液体汚染防止管理者養成校
- 作業環境測定士養成校（第一種、第二種）
- 介護福祉士養成校
- 農業機械士養成校
- 空気環境測定実施者養成校
- 採石業務管理者養成校
- ビオトープ管理士養成校
- 核燃料取扱主任者養成校
- 検査分析士養成校
- 給水装置工事主任技術者養成校
- 水質検査実施者養成校
- 公園管理運営士養成校
- 浄化槽清掃技術者養成校
- 環境衛生監視員養成校
- 貯水槽清掃作業監督者養成校
- 環境カウンセラー養成校
- 樹木医補資格養成スクール
- 社会福祉士養成校
- ダクト清掃作業監督者養成校
- マンション管理士養成施設
- 中小企業診断士登録養成機関養成スクール
- 通関士養成施設
- 樹木医養成校

### 医療従事者養成
- 文部科学大臣指定（認定）医療関係技術者養成学校
- 医学館（幕府直轄の医官養成校）
- 医学校：一般の大学を卒業した後に入る専門職養成学校の体を成している学校、メディカル・スクール　海外の西洋医学医師 (M.D.) を輩出する医学校は、専門職の養成学校
- 義肢装具士#対応する学校
- 大阪大学医学部附属助産婦学校（現：医学部保健学科）：助産婦養成学校
- 看護師等学校・養成所
- 看護職員養成スクール
- 看護専門学校
- 柔道整復専門学校
- あんま師、はり師、きゅう師養成学校
- 日本の医学校 - 医師になるための学校として日本で過去設立された医師養成学校
- 准看護師養成所
- 精神科急性期医療等専門家養成施設
- 細胞検査士養成所 (SCHOOL OF CYTOTECHNOLOGY)
- 歯科技工士学校・養成所
- 救急救命士養成所
- 細胞検査士養成所｜東京都がん検診センター
- 国立療養所東京病院附属リハビリテーション学院：日本国内で最初の作業療法士養成学校
- 介護福祉士養成校
- 作業療法士養成校
- 診療放射線技師養成校
- 介護員養成スクール
- 診療情報管理士養成校
- 臨床検査技師および臨床工学技士の養成校
- 歯科衛生士養成校
- スリランカ義肢装具士養成学校
- 保健師養成学校
- 自治医科大学省（庁）所管医師養成学校
- 産業医科大学省（庁）所管医師養成学校

### 教員養成
- リフレクソロジー#施術者の養成機関と手技のタイプ
- 東京府立青年師範学校教員養成所 1935年に発足した東京府立の旧制学校教員養成学校
- ロンドン「本国および植民地教員養成学校」 (Home and Colonial Training School)
- 竹早教員保育士養成所
- 武道専門学校 - 1905年（明治38年）：大日本武徳会武術教員養成所
- 福岡第一師範学校#小倉県教員伝習所・小学教員養成所
- 東京国際モンテッソーリ教師トレーニングセンター - 国際モンテッソーリ教員養成AMI認可教員養成所
- 竹早教員保育士養成所
- トップネット私学教員養成所
- 高岡第一学園幼稚園教諭・保育士養成所
- 学校法人大沼学園・東京教員養成学校
- TECSOL・児童英語教師養成学校
- アークアカデミー 日本語教師養成講座
- 教師力養成塾T-Can・Pass｜早稲田アカデミー
- 航大教育アカデミー
- クワメ・エンクルマ教員養成校 (Kwame Nkurumah Teachers Training College)
- 杉並師範館（教員養成スクール）
- 初等教員養成校
- プロ講師養成スクール
- 日本語教師養成学校
- こども英会話のミネルヴァこども英会話講師養成スクール
- 児童指導員養成校
- 普及指導員養成校
- 養護教諭養成スクール
- 保育士養成校
- 幼稚園教員養成スクール
- 中等教員養成校
- 指定教員養成スクール
- 指定保育士養成施設：保母養成学校。厚生労働省の指定を受ける
- 熊本県立保育大学校 保育士養成
- 群馬県立保育大学校
- 滋賀の教師塾
- カッパーベルト教員養成校 (Copperbelt Teachers' Training College)
- プロ講師養成スクール「アリーナアドヴァンス」
- 女子教員養成校ケンブリッジ・トレーニング・カレッジ
- オタゴ大学教育校（旧教員養成校ダニーデン教育大学）
- 大育公務員養成学校：沖縄県にある各種学校

### 軍人・警察官等養成
- 海軍経理学校 1874年（明治7年）海軍主計科要員養成学校、旧海軍三校の一つ
- タイ王国警察士官学校 警察幹部養成学校
- 東京振武学校 国立の軍人養成学校
- 黄埔軍官学校 1924年に広州に設立、中華民国陸軍の士官養成学校
- 海軍工機学校
- 金正日政治軍事大学（工作員養成学校）
- 冬季戦技教育隊
- サンドハースト王立陸軍士官学校
- 術科学校 (航空自衛隊)
- 北京警務学堂：清朝の警察官養成学校
- アメリカ空軍大学専門教官養成学校
- アメリカ海軍海軍航空基地テストパイロット養成学校
- タイ王国軍事技術養成学校
- ニューメキシコ軍人養成学校
- アメリカ海軍狙撃手養成学校（旧士官学校）
- 海軍兵学校 (アメリカ合衆国), 海軍兵学校 (日本)：士官養成学校
- 東北陸軍講武堂（東三省講武学堂）：軍幹部養成学校
- レヒ
- チヴィタヴェッキア軍人養成学校
- 東京振武学校：日本の戦前の軍人養成学校
- ティラナ将校養成学校/ティラナ軍事アカデミー
- ベルリン参謀養成学校
- ドレスデン歩兵養成学校
- フランス国家憲兵隊士官養成学校
- 台湾警察専科学院：台湾の警察官養成学校
- ロンダ (スペイン) 王立ロンダ騎士養成学校 (es)
- 陸軍士官学校 (日本)
- 三重津海軍所 海軍軍人養成学校
- 神戸海軍操練所 海軍士官養成学校
- 陸軍教導団（下士官養成学校）
- 沼津兵学校 中央士官養成学校
- 海事教育機関
- 陸軍中野学校 スパイ技術養成学校・ゲリラ戦術教育機関
- 自衛隊中央病院自衛隊の養成機関陸上自衛隊衛生学校
- 公衆衛生技術員養成学校
- 海軍軍医学校医療スタッフの養成学校
- 防衛医科大学校目的別医科大学（校）の一つ
- 海軍砲術学校

### 俳優・タレント等養成
- スタークコーポレーション#概要
- 松竹キネマ俳優学校
- アクターズ・スタジオ：アメリカ・ニューヨークの俳優養成機関
- 芸能スクール一覧 アクターズスクール
- アクターズスタジオ
- アクターズプレイハウス：声優・俳優・司会者等の養成
- アナウンサー養成スクール一覧
- ジェイタス（株式会社）：アナウンサー関連の養成学校
- ベルベットオフィス協力で運営されるテレビナレーター養成スクール
- 学校法人東放学園（放送技術者養成校）
- 名古屋・ラジオDJ養成スクール
- MC企画付属養成校「中央放送研究会」
- 吉本総合芸能学院 (NSC)：お笑い芸人養成学校
- 佐藤塾：佐藤義和が主宰する芸能養成学校
- スペルバウンド付属養成所：声優・俳優・ナレーター事務所付属の養成機関
- 日本ナレーション演技研究所：タレント養成学校の運営
- 目黒笑売塾：ホリプロのお笑い芸人養成学校
- サンミュージック企画TOKYO☆笑BIZ：お笑い芸人養成学校
- ホリプロ・インプルーブメント・アカデミー
- 演劇センター附属青山杉作記念俳優養成校
- 東京アナウンスアカデミー：アナウンサー関連の学校・養成学校
- 声優養成所：声優養成学校
- タレント養成学校WES
- オスカーインターナショナルエージェンシー附属養成学校
- ドワンゴクリエイティブスクール：声優・ボーカリスト養成学校
- NSC広島校（よしもとタレント養成学校）
- 沖縄タレントアカデミー：タレント養成学校
- マセキ芸能社芸人養成スクール
- A&Gアカデミー
- TDCアカデミー（俳優・声優・タレント養成学校）
- お笑い芸人養成所
- タレント養成アカデミー thinkbank
- 声優タレント養成所スパンキーヴォイスアクターズアカデミー
- 沖縄タレントアカデミー
- 沖縄アクターズスクール
- ボイストレーニングスクール
- ダンス・ボーカルレッスン・タレント養成スクール「キャレスボーカル＆ダンススクール」
- ソシアルダンス[ダンススクール・ネリアイ]
- テレビタレントセンター（名古屋の放送タレント養成校）
- アップスアカデミー（事業内容=演技指導・俳優養成スクール）
- プロパータレント若手養成機関「圭三塾」（無料アナウンス塾）
- エフエム大阪の関連会社、ネットワークス851のDJ養成スクール「バトルスピーカー」
- ボイストレーニングスクールJVT
- 司会者養成スクール・シーズ
- タレント養成スクール（「ヒーローズアカデミー」タレント養成スクール「アーク・アクターズ・スクール」マセキ芸能社芸人養成スクール）
- エンジェルジップ（結婚式・婚礼の司会者養成スクール）
- はらひがし企画主催「お笑い芸人養成スクール」
- アナウンサー養成スクールのテレビ朝日アスク
- MC養成校「カワカミスクール」
- 声優・俳優養成スクールインターナショナル・メディア学院（略称：アイアム）
- ホリプロ運営各種養成スクール
- ミュージカルプロ養成スクール「ダンスオブハーツ」（兵庫県芦屋市）
- School“Birds”（スクールバーズ、TVナレーター養成スクール）
- タレント養成所・新栄ファイブ
- 司会者養成学校「ブライダルアート司会者養成スクール」
- 芸能養成スクールランタイム・ミュージック・アカデミー（旧：スタジオ・ランタイム）
- 俳優、役者の養成学校UPS
- 名古屋初のラジオDJ・MC・ナレーター養成スクール「ZIP-FMナビゲーター&ナレータースクール」
- NSC大阪吉本総合芸能学院（お笑い、女性タレント養成所）
- オスカープロモーション1年制養成スクール「オスカープロ・コメディー・ファクトリー」
- タレント養成スクール「STSダンススタジオ」
- お笑い業界のプロ養成スクール「ワタナベコメディスクール」
- タレントスクール・ゴルディア
- MBCスター養成学校「MBCアカデミー」
- 松竹キネマ俳優学校：俳優養成学校
- サウザンリーヴス・ハリウッド京都：千葉真一（JJサニー千葉）が主宰する俳優養成学校
- Piven Theatre Workshop：俳優養成学校
- 東京放送 (TBS) 緑山塾：俳優養成学校
- 勝アカデミー：勝新太郎が主宰した俳優養成学校
- 宝田芸術学園（1983年5月末で閉鎖）：ミュージカル俳優養成学校
- スタークコーポレーション：モデル・タレント・俳優の養成学校などに力を入れて活動
- スタジオ58：舞台俳優養成学校
- アマンディエ劇場俳優養成学校
- ネイバーフッド・プレイハウス：ニューヨークにある小劇場および俳優養成学校
- アナウンサー養成スクール

### 聖職養成
- 教会音楽家養成学校
- 教会奉仕者養成学校
- カレッジ：キリスト教の教会付きの全寮制修道士養成学校がその起源
- 神職養成スクール 神職#主な神職養成機関
- 横浜バプテスト神学校：アメリカ北部バプテスト設立の、伝道者養成学校
- セミナリヨ：司祭養成学校。日本には16世紀には摂津国高槻にあった
- 聖パウロ学院：16世紀の司祭養成学校
- 東大寺：仏教寺院であると共に僧侶養成学校として成立していた
- ローマ・カトリック聖職者養成学校
- 僧侶養成校
- 金光教学院（金光教の教師養成校）
- 伝道者養成スクール（キリスト教）
- 日本基督教団認定「キリスト教教育主事」養成校
- カトリック聖職者養成学校メヌース・カレッジへ
- 檀林 仏教寺院における僧侶の養成学校
- ノビシャド カトリック教会の修道会員養成学校
- 大学寮
- 聖公会神学院（聖公会牧師養成校）
- 神仏共同教導職養成学校大教院
- 関東十八檀林 浄土宗の檀林 - 僧侶の養成学校・学問所
- 國學院#神社本庁指定神職養成機関
- 神戸改革派神学校：教職養成学校

### 政治家・官吏等養成
- 国立政治大学中国国民党訓政時期党幹部養成学校
- 中国共産党中央党校
- フランス国立行政学院（高級官僚養成校）
- ボーディングスクール（スーパーエリート養成校）
- きょうと青年政治大学校（自由民主党の政治学校）
- トロムソ教育大学校 (Tromso larerhogskole) 1848年にトロムソに移転した教員養成学校
- ヒロインをめざせ!#あらすじ
- ナポラ - ナチスのエリート養成機関
- アドルフ・ヒトラー・シューレ：旧ナチスドイツ党幹部予備軍養成学校
- ベルンハルト・ルスト：旧ナチスドイツ党幹部予備軍養成学校
- リーダー養成カレッジ 青光塾
- フレッチャースクール - タフツ大学を構成する8つの大学院のうちの一つ。外交官養成スクールとしてのイメージが強い
- 北朝鮮「影武者養成所」
- 学業院：大宰府政庁の役人養成学校
- 政治家養成スクール（女性のための政治スクール、民主党大学東京、アトラス政治スクール、ハーバード大学ケネディ行政大学院、日本未来リーグ、松下政経塾、千葉塾、若手政治家養成塾、成田政経塾、ENA他）
- フレッチャースクール（外交官養成スクールとしてのイメージが強い）
- フランス・グランゼコール（エリート養成学校群）
- フランス国立行政学院 - グランゼコール (Grandes Ecoles) でフランス随一の超エリート官僚養成学校
- 国立政治大学：中国国民党の訓政時期における政治人材の養成学校としての位置づけ
- 朝鮮総聯中央学院：在日本朝鮮人総聯合会（朝鮮総連）の幹部養成学校
- 国家社会主義ドイツ労働者党（ナチ）指導者養成学校
- 松下政経塾 人材養成学校
- グルノーブル政治学院 - 行政分野での幹部養成学校
- リベラル・アーツ・カレッジ - エリート養成学校としての役割を担ってきた
- 大同学院 満州国の官吏養成学校
- 新生党学生塾（政治家養成のための養成学校）
- 中国政法大学：中国の代表的な法務者養成学校
- グランゼコール - エリート養成学校
- 朝鮮民主主義人民共和国の諜報・情報機関
- モスクワ国際関係大学国際ジャーナリズムエリート・専門家養成学校
- 緑園学院 職員養成学校
- エジプト中王国書記養成学校
- 政治家養成スクール - 「女性のための政治スクール」
- ハーバード大学ケネディ行政大学院（国家リーダー養成校）
- ウィーン外交官養成校
- 陸軍大学校 参謀将校養成学校

### フライトアテンダント養成
- 客室乗務員（キャビンアテンダント）、グランドスタッフなどを育成する学校
- 成田航空ビジネス専門学校キャビンアテンダントコース
- 桜美林大学ビジネスマネジメント学群ビジネスマネジメント学類キャビンアテンダントコース
- 九州観光専門学校 キャビンアテンダント専攻
- 関西外国語大学 - 幾年にも渡ってキャビンアテンダント採用数全国1位を獲得している
- 聖徳大学短期大学部
- 札幌ビズネスアカデミー専門学校 キャビンアテンダント専攻
- 麻生外語観光&製菓専門学校 エアライン科
- 駿台トラベル&ホテル専門学校 キャビンアテンダント専攻
- ホスピタリティツーリズム専門学校大阪 エアライン科
- 東京観光専門学校 フライトアテンダント養成
- 東京外語専門学校
- 神田外語学院 フライトアテンダントコース
- 小松短期大学 航空ビジネス
- 日本外国語専門学校 フライトアテンダント・エアライン科
- 大阪外語専門学校 フライトアテンダント・エアライン科
- ブリスベン専門学校 フライトアテンダント養成コース

### 動物関係の養成学校の例
愛犬用の美容科やペットトリマー養成のトリミングスクール、グルーミングスクール・ドッグトレーナーの養成学校などのペットスクール、動物園・水族館の飼育員・飼育係、訓練士（トレーナー）、介助犬訓練士、動物看護師 (VT) 看護士、アニマルセラピストなど動物に関する職業人を養成する学校。全日本動物専門教育協会、日本動物専門学校協会などや資格を認定している協会などがあり、それぞれ認定校や指定校を定めている。通信講座を行っているものもある。ペット・動物関連の通信講座一覧参照。
- アニマルセラピー#養成機関
- 動物看護師#養成機関
- アニマル・ベジテイション・カレッジ
- ドッグトレーナー養成学校 「シッスルケイナインカレッジ」
- トリマー養成校 「ナンバペット美容学院」
- 家畜人工授精師養成校
- アン・トリマー養成スクール
- 愛犬美容師養成学校「イーボック・グルーミングスクール」
- ビースパトリマー養成所
- 日本訓練士養成学校「オールドッグセンター」(埼玉県ふじみ野市)
- ドッグサロン・トリマー養成スクール「ケンケン」（三重県四日市市）
- トリマー・動物看護師養成校
- トリマー養成学校「ユニバース・グルーミング・スクール」
- 愛玩動物飼養管理士養成指定校
- 社団法人ジャパンケネルクラブ (JKC) 公認トリマー養成機関（トリマー養成機関規程）
- トリマー・動物看護士養成学校「九州ペットケア専門学院」
- ホームヘルパー犬訓練士養成スクール
- 中部警察犬訓練所（訓練士養成学校）
- ドッグトレーナー養成スクール・プレイボゥドッグトレーナーズアカデミー
- 盲導犬訓練士養成学校
- ドッグトレーナーズカレッジ（ドッグトレーナー養成スクール）
- 愛犬美容師養成学校「シャインビューティグルーミングスクール」
- 総括畜産コンサルタント養成校

北海道・東北
- 日本動物専門学園ジャパンペットスクール；夜間科・他（北海道札幌市）
- IPC国際ペットカルチャー総合学院札幌校（北海道札幌市）
- 北海道農業専門学校；農業科（北海道札幌市）
- 学校法人経専学園 経専北海道どうぶつ専門学校（北海道札幌市南区）
- 学校法人経専学園 札幌ビズネスアカデミー専門学校 ドッグトレーナーコース、プロトリマーコース他（北海道札幌市）
- 学校法人吉田学園 吉田学園動物看護専門学校（北海道札幌市東区）
- 北海道エコ・動物自然専門学校 ドッグトレーナーコース、ペットトリマーコース他（2年制）
- 専門学校 札幌スクールオブビジネス；ペットビジネス学科（札幌市）
- 学校法人高橋学園 エス・ワン動物専門学校（北海道札幌市中央区、日本動物専門学校協会加盟校）
- 北海道愛犬美容学園（北海道札幌市中央区）
- 札幌科学技術専門学校；海洋生物・バイオテクノロジー（札幌市）
- 札幌ドッグスクール（北海道札幌市）
- 専修学校北海道ホースマンアカデミー北海道日高校舎（沙流郡日高町）
- 岩木山自然学校（青森県弘前市）
- AAC青森ペットトリミングスクール（青森県青森市）
- 盛岡ペットワールド専門学校（岩手県盛岡市）
- 学校法人菅原学園 仙台総合ペット専門学校（宮城県仙台市青葉区）
- nichido ドッグスクール（宮城県仙台市青葉区）
- 学校法人日本環境科学学院 専門学校アニマルインターカレッジ（宮城県仙台市）
- 菅原動物病院附属VTカレッジ 動物看護師養成校（宮城県仙台市）
- 学校法人孔明学園 東北愛犬専門学院；トリマー学科・動物看護学科（宮城県仙台市宮城野区）
- 東北動物看護学院 動物看護師・トリマー専門校（宮城県仙台市泉区）
- 日本アルカディアペット美容学院 山形校（山形県山形市）
- 日本動物専門学院 専門学校アニマルインターカレッジ（宮城県仙台市青葉区）
- 学校法人滋慶文化学園 仙台コミュニケーションアート専門学校（宮城県仙台市若葉区）
- 秋田ペット美容学院（秋田県秋田市）

関東
- いばらき動物専門学院（茨城県土浦市）
- つくば明研高等学院（茨城県つくば市）
- グリーンヒルグルーミングスクール（茨城県水戸市）
- つくば国際ペット専門学校（茨城県つくば市、日本動物専門学校協会加盟校）
- 学校法人佐山学園 アジア動物専門学校（茨城県石岡市）
- 専修学校日本農業実践学園；畜産部・他（茨城県水戸市）
- 学校法人TBC学院 国際ペット総合専門学校（栃木県宇都宮市）
- 宇都宮愛犬美容学園（栃木県宇都宮市）
- 群馬愛犬美容学院（群馬県前橋市）
- 学校法人HAC国際学園 群馬動物専門学校（群馬県前橋市）
- 桐生ビジネス専門学校；ペットビジネス学科（群馬県桐生市）
- アートグルーミングスクール（群馬県伊勢崎市）
- 高崎ペットワールド専門学校（群馬県高崎市）
- 学校法人MGL学園 高崎動物専門学校（群馬県高崎市、日本動物専門学校協会加盟校）
- 学校法人MGL学園 太田動物専門学校（群馬県太田市、日本動物専門学校協会加盟校）
- SJDドッググルーミングスクールさいたま分院（埼玉県さいたま市中央区）
- トリマー養成学校ジャパングルーミングスクール ワン（埼玉県川口市）
- 関東動物専門学院（埼玉県川口市戸塚）
- ユーガー動物専門学院（埼玉県草加市）
- 学校法人シモゾノ学園 大宮国際動物専門学校（埼玉県さいたま市大宮区、日本動物専門学校協会加盟校）
- 家庭犬ドッグトレーナー養成所（埼玉県羽生市）
- 日本訓練士養成学校オールドッグセンター（埼玉県ふじみ野市）
- クラウングルーミングスクール（千葉県千葉市中央区）
- スカイグルーミングスクール（千葉県柏市）
- 愛犬総合美容学校 ベラミグルーミングスクール（千葉県習志野市）
- モンブラントリミングスクール（千葉県市川市）
- 千葉グルーミングスクール（千葉県千葉市中央区）
- 学校法人中村学園 専門学校ちば愛犬動物学園（千葉県千葉市中央区、日本動物専門学校協会加盟校）
- 東京動物専門学校（千葉県八千代市）
- アニマル ベジテイションカレッジ（馬の学校, 千葉県山武郡芝山町）
- 学校法人立志舎日本動物専門学校（東京都杉並区高円寺）
- 学校法人立志舎 専門学校日本動物21（東京都墨田区）
- 学校法人タイケン学園 日本ペット&アニマル専門学校（東京都板橋区、日本動物専門学校協会加盟校）
- 国際ドッグビューテイースクール（東京都足立区）
- 有限会社アニマルプラザ ドッグトレーナーズカレッジ（旧称：アッサンブレ、東京都港区）
- 日本エディケーションアカデミー（東京都中央区）
- 東京ペットビジネス学院の通信講座カリキュラム（東京都中央区）
- 東京コミュニケーションアート専門学校ペットトリマー専攻
- ジャパンドッグアカデミー（東京都大田区田園調布）
- 東京ドッグカレッジドッグアドバイザー養成講座（東京都大田区）
- 東京バイオテクノロジー専門学校；環境・海洋科学（東京都大田区）
- 中央工学校グループ 中央動物専門学校（東京都北区東田端）
- ヴィヴィッド・グルーミング・スクール（東京都北区）
- 専修学校日本動物学院（東京都渋谷区）
- 青山ケンネルカレッジ：青山ケンネルスクール（東京都渋谷区）
- 学校法人安達文化学園 専門学校ビジョナリーアーツ（東京都渋谷区）
- 学校法人ヤマザキ学園 ヤマザキ動物専門学校（旧名：専門学校日本動物学院, 東京都渋谷区）
- ヤマザキ動物看護短期大学
- ヤマザキ学園大学
- 東京環境工科専門学校；野生生物調査学科・他（東京都渋谷区）
- 専門学校 東京スクール・オブ・ビジネス；ペットビジネス（東京都渋谷区）
- SJDドッググルーミングスクール（東京都渋谷区）
- 専門学校野生動物専門学院 野生動物・海洋動物学科（東京都新宿区）
- ペットシッタースクール養成講座（東京都新宿区）
- 日本動物病院看護師学園（東京都新宿区高田馬場）
- 学校法人シモゾノ学園 国際動物専門学校（東京都世田谷区、日本動物専門学校協会加盟校）
- メジログルーミングスクール（東京都豊島区）
- 学校法人東京愛犬学園 東京愛犬専門学校（東京都中野区）
- 東京愛犬総合技芸学園（東京都目黒区）
- 国際ドッグビューティースクール（東京都足立区）
- アッシュトリマーズスクール（横浜市緑区）
- カコトリミングスクール・動物看護学院（東京都町田市）
- セピア動物専門学院（株式会社沢地 Sepia 旧セピア・ペットケアスクール, 東京都武蔵野市）
- 日本獣医生命科学大学獣医学部獣医保健看護学科（東京都武蔵野市）
- パピートレーナー・ドッグトレーナー養成講（東京都稲城市）
- シッスルドッグスクール（東京都世田谷区）
- シッスルケイナインカレッジ（東京・神奈川）
- 青山ケンネルスクール横浜（神奈川横浜市）
- トリミングスクール自由ヶ丘アカデミア（神奈川県川崎市）
- プレイボゥドッグトレーナーズアカデミー（神奈川県川崎市）
- 日本ペットスクールKAWASAKI（神奈川県川崎市）
- 横浜愛犬高等美容学園（トリミングスクール）（神奈川横浜市）
- 横浜トリミングスクール（神奈川県横浜市港北区）
- 須山警察犬・愛犬訓練学校内スヤマドッグトレーナー養成スクール（神奈川県伊勢原市）

中部
- 日本ペット美容マイスター学院（新潟県燕市）
- 平成トリミングスクール（新潟県新潟市秋葉区）
- 伝統文化と環境福祉の専門学校（新潟県佐渡市）
- 日本自然環境専門学校（新潟市）
- 国際ペットワールド専門学校（新潟県新潟市中央区）
- 国際自然環境アウトドア専門学校（新潟県妙高市）
- 学校法人国際ビジネス学院 国際ペット専門学校金沢（石川県金沢市、日本動物専門学校協会加盟校）
- TPG富山国際ペットビジネス学院（富山市）
- 学校法人国際ビジネス学院 国際ビジネス専門学校福井（福井県坂井市、日本動物専門学校協会加盟校）
- アイビービジネスカレッジ（福井県福井市）
- 山梨グルーミングスクール 犬の美容師養成校（山梨県甲府市）
- ワンズ・ドッグ・カレッジ；プロトリマー・訓練士養成（長野県東御市）
- 学校法人未来学舎 国際コンピュータビジネス専門学校；動物看護師・他（長野県松本市）
- 日本アルカディアペット美容学院（長野県松本市）
- 浜松トリミング専門学院（静岡県浜松市中区）
- 静岡グルーミングスクール（静岡県静岡市）
- 学校法人爽青会 専門学校ルネサンス・ペット・アカデミー（静岡県浜松市中区、日本動物専門学校協会加盟校）
- リバティーペットケアカレッジ（愛知県名古屋市中村区）
- 国際ペットビジネス専門学校熱海校（静岡県熱海市）
- 静岡愛犬美容学院；トリマー養成講座・夜間部（静岡県島田市）
- ナンバペット美容学院静岡分院（静岡県島田市）
- オイスカ開発教育専門学校ファームスクール（静岡県浜松市）
- 静岡ビューティードッグスクール（静岡県富士市）
- IPC国際ペットカルチャー総合学院（愛知県岡崎市 岡崎本部校）
- 名古屋動物看護学院（愛知県名古屋市）
- 専門学校名古屋スクール・オブ・ビジネス ペットビジネス学科（愛知県名古屋市中区）
- 名古屋動物専門学校（愛知県名古屋市中村区）
- 名古屋コミュニケーションアート専門学校；動物海洋・他（愛知県名古屋市）
- サンデザイン専門学校；夜間部専門課程（愛知県名古屋市）
- 専門学校セントラルトリミングアカデミー（愛知県名古屋市）
- ロイヤルグルーミング学院名古屋分院（名古屋市千種区）
- 学校法人利幸学園 中部コンピュータ・パティシエ専門学校（愛知県豊橋市）
- IPC国際ペットカルチャー専門学院 浜松校（静岡県浜松市）
- IPC国際ペットカルチャー専門学院 岐阜校（岐阜県本巣市）
- 日本ペット文化学院（三重県四日市市）
- ドッグサロン＆トリマー養成スクール KENKEN（三重県四日市市）

近畿
- 日本ペット文化学院 滋賀大津校（滋賀県大津市）
- 京都動物専門学校（京都府京都市伏見区）
- YIC京都工科専門学校文化教養高等課程；ペットビジネス科、ペット総合科（京都府京都市下京区）
- ロイヤルグルーミング学院（大阪府大阪市北区）
- ユニバース・グルーミング・スクール（大阪府大阪市都島区）
- 関空ペット総合学院（大阪府泉佐野市）
- 大阪コミュニケーションアート専門学校 (OCA) エココミュニケーション（大阪府大阪市西区）
- 学校法人大阪ビジネスカレッジ専門学校ペットビジネス学科（大阪府大阪市北区）
- 大阪技能専門学校総合商業科ドッグケアコース
- 大阪動植物海洋専門学校；水生生物学科・他（大阪府大阪市大正区）
- 大阪動物専門学校（大阪府大阪市福島区）
- 大阪動物専門学校天王寺校（大阪府大阪市天王寺区）
- 学校法人宮崎学園 大阪ペピイ動物看護専門学校（大阪市東成区、日本動物専門学校協会加盟校）
- ナンバペット美容学院（大阪府大阪市中央区）
- コスモ動物総合学園（大阪市天王寺区）
- レディ・レイ室内ドッグダンス教室（大阪府摂津市）
- ビクトリー・愛犬美容学校（大阪府高槻市）
- Japan Bocalan 大阪教室（大阪府大阪市東淀川区）
- ペットの学校 ドッグエステトリマー専門学校P.S.Sアカデミー（大阪府大阪市）
- 神戸愛犬美容専門学院（神戸市垂水区）
- ロイヤルグルーミング学院神戸分院（神戸市中央区）
- イーボック・グルーミングスクール（神戸市中央区）
- 学校法人神戸学園 神戸動植物環境専門学校（兵庫県神戸市東灘区）
- 環境学園専門学校；環境技術保全学科・他（兵庫県尼崎市）
- エコーペットビジネス総合学院（兵庫県尼崎市）
- 奈良ペットビジネスカレッジ（奈良市）
- アドベンチャーワールド#AWS動物学院（和歌山県西牟婁郡白浜町）

中国・四国
- 専門学校松江総合ビジネスカレッジ；動物学科（島根県松江市）
- 学校法人加計学園岡山理科大学専門学校；アクアリウム学科・他（岡山県岡山市北区）
- 専門学校岡山ビジネスカレッジ；愛犬美容看護（岡山県岡山市）
- K-9グルーミングスクール（岡山県岡山市）
- 広島情報ビジネス専門学校（広島県広島市西区）
- 学校法人英数学館 広島アニマルケア専門学校（広島県広島市中区）
- 学校法人穴吹学園 穴吹動物専門学校（広島県福山市）
- 学校法人穴吹学園 穴吹国際ビジネス専門学校
- 加計学園グループ 福山福祉と動物専門学校（広島県福山市）
- 広島サンシャインドッググルーミングスクール（広島市中区）
- YICビジネスアート専門学校；動物看護・トリマー（山口県宇部市）
- パーティー（JKCトリマーライセンス取得教室, 山口県下関市）
- トリマー養成ユーガーグルーミングスクール山口専修学校（山口市）
- ブレーメン愛犬クリエイティブ専門学校（徳島市）
- 学校法人穴吹学園 専門学校穴吹動物看護カレッジ（香川県高松市）
- 四国サンシャインドッググルーミングスクール（香川県高松市）
- 学校法人河原学園 河原アイペットワールド専門学校（愛媛県松山市）
- アミチェ愛犬美容造形学院（愛媛県松山市）
- 学校法人日米学院 高知ペットビジネス専門学校（高知県須崎市）

九州・沖縄
- 学校法人九州安達学園 専門学校九州スクール・オブ・ビジネスペットトリマー専攻、ドッグトレーナー専攻 他（福岡県福岡市博多区）
- 学校法人福岡安達学園専門学校福岡ビジョナリーアーツ（福岡県福岡市博多区）
- ビースパトリマー養成所（福岡市早良区）
- 学校法人滋慶文化学園 福岡ECOコミュニケーション専門学校（福岡市博多区）
- 福岡動物病院看護士専門学院（福岡市博多区）
- 株式会社九州動物専門学院（福岡県北九州市小倉北区）
- 九州サンシャインドッググルーミングスクール（福岡県福岡市中央区）
- 九州サンシャインドッググルーミングスクール熊本校（熊本県熊本市）
- 玉名ドッグスクールドッグトレーナーの専門学校（熊本県玉名市）
- 九州動物学院（熊本県熊本市）
- 九州ペット美容専門学院（福岡県福岡市中央区）
- IEC九州国際カレッジ専門学校；アグリ&ペットビジネス（熊本県八代市）
- 学校法人宮崎総合学院 宮崎ペットワールド専門学校（宮崎県宮崎市）
- ボルゾイ専門犬舎Paradise Queen JP スクール（宮崎市）
- 学校法人工藤学園 大分ドッググルーミング専門学校（大分県別府市）
- ロイヤルグルーミング学院大分
- 原田学園ハイテク専門学校グループ学校法人原田学園（鹿児島県）
- 鹿児島動物専門学校（鹿児島県鹿児島市）
- えりかトリミングスクール（鹿児島県鹿児島市）
- 学校法人KBC学園 沖縄ペットワールド専門学校（沖縄県那覇市）
- 学校法人SOLA沖縄学園 専門学校ホリスティックビューティー・ブライダルカレッジ（沖縄県宜野湾市、日本動物専門学校協会加盟校）

## クレーン系の学校
フォークリフトや移動式クレーンなどの運転士の養成として、作業資格取得の教習所としてフォークリフトに関する専門スクール、クレーン免許専門教習所/特殊自動車学校、クレーン学校といった特殊免許専門の教習所としては、フォークリフト教習所（-きょうしゅうじょ）がある。 労働局長登録の建設機械、フォークリフト、クレーンなどの操作手法を習得する教習機関では、大型特殊自動車運転免許・フォークリフト・車両系建設機械・クレーン等の各種建設機械・産業機械運転を取得させる。労働安全衛生法に基づく、運転士指定教習機関・車両系建設機械運転技能講習（労働局長登録教習機関）の認定校もある。

## ガーデンデザインを学べる学校
- 大学・短期大学関連では明星大学造形芸術学部造形芸術学科ガーデンデザインコース　があるほかは、 千葉大学（園芸学部緑地環境学科)、南九州大学（環境園芸学部）、東京農業大学（地域環境科学部 造園科学科)や京都造形芸術大学（環境デザイン科ランドスケープデザインコース）大阪芸術大学芸術学部環境デザイン学科、短期大学では、西日本短期大学緑地環境学科にガーデニンデザインコースなどがある。そのほか、園芸学などで恵泉女学園大学人間社会学部 人間環境学科 園芸学領域  大学農学部等に農学科などにあるほか、家政学・生活環境科学などのある大学で園芸療法士の資格を取得できる学科もある。
- 大学・短期大学関連では明星大学造形芸術学部造形芸術学科ガーデンデザインコース　があるほかは、千葉大学（園芸学部緑地環境学科)、南九州大学（環境園芸学部）、東京農業大学（地域環境科学部 造園科学科)や京都造形芸術大学（環境デザイン科ランドスケープデザインコース）大阪芸術大学芸術学部環境デザイン学科、短期大学では、西日本短期大学緑地環境学科にガーデニンデザインコースなどのがある。そのほか、園芸学などで恵泉女学園大学人間社会学部 人間環境学科 園芸学領域  大学農学部等に農学科などにあるほか、家政学・生活環境科学などのある大学で園芸療法士の資格を取得できる学科もある。
- 学校教育法に基づかない教育研究機関として、兵庫県立淡路景観園芸学校がある。
- 富山県立中央農業高等学校 に  農業特別専攻科 庭園コース がある
- 石川県立翠星高等学校. 総合グリーン科学科緑地デザインコース（旧：グリーンデザイン系） 園芸福祉コース（旧：ヒューマンセラピー系）環境土木コース（旧：アーステクノロジー系）

- 専修大学北海道短期大学　みどりの総合科学科 福祉・花き造園系 田園生活系 緑地環境デザイン系 ほか
- 東京農業大学短期大学部　環境緑地学科
- 西日本短期大学緑地環境学科 福岡市中央区にある。自然環境デザイン、造園芸術、ガーデンデザインの各コースがある。
- 大分短期大学園芸科
- 北海道環境福祉専門学校#環境保全学科
- 札幌工科専門学校  環境緑地工学科
- 文理ランドスケープ園芸専門学校
- WiZ・専門学校国際情報工科大学校地域環境学科（環境デザイン工学科 造園コース）
- エコール・グロッセ
- テクノ・ホルティ園芸専門学校  専門課程 造園・緑化コース
- E&Gアカデミー エクステリア&ガーデンデザイナー認定コース、E&Gデザインコース
- 国土建設学院 造園緑地工学科
- 日本緑化専門学校
- 中央工学校造園デザイン科
- 日本外国語専門学校
- 国際健康植物科学専門学校花卉園芸学科専門課程
- 有限会社プリムローズ・ガーデンデザイン通信教育
- 国際ビジネス専門学校ガーデンビジネス科
- 日本工学院専門学校デザインカレッジインテリアデザイン科フラワー・ガーデンデザイナーコース、日本工学院専門学校環境バイオ科
- 日本工学院八王子専門学校応用生物学科環境専攻、土木・造園科
- 山脇美術専門学院スペースデザイン科
- 諒設計アーキテクトラーニング  ガーデンデザイナー養成コース
- 日本インテリア総合研究所 ガーデンデザイナーコース
- 正栄CAD&OAエデュケーションセンター 建築専科 エクステリアデザインコース
- 町田ひろ子インテリアコーディネーターアカデミー東京校 ガーデニングプランナー科
- 日本ガーデンデザイン専門学校  ガーデンデザイン学科 ガーデンデザインコース
- 常葉環境情報専門学校 環境・情報システム科 環境デザインコース
- 富山国際職藝学院 環境職藝科
- 新潟農業・バイオ専門学校 園芸デザイン科
- 新潟工科専門学校園芸デザイン科
- 日本自然環境専門学校
- 名古屋ウェディング&フラワー・ビューティ学院 フラワービジネス科ガーデンプランナーコース
- 名古屋総合デザイン専門学校　エコデザイン科
- NSCデザイン工科カレッジ/エコデザイン科
- 名古屋環境建設専門学校緑化デザイン科
- 東海工業専門学校金山校自然環境デザイン科
- 大阪建設専門学校ビオトープ科
- 修成建設専門学校 工業専門課程 ガーデンデザイン学科
- 大阪コミュニケーションアート専門学校/園芸栽培専攻（3年制）
- 創造社デザイン専門学校 生活デザイン学科 インテリア専攻・環境デザインコース
- 大阪ガスインテリアデザインスクール  ガーデンデザインコース
- 大阪コミュニケーションアート専門学校 エコ系 エコ生活デザイン専攻
- IWAD環境福祉専門学校  緑の環境学科 造園緑化コース・ランドスケープ
- 島根デザイン専門学校モノ制作科ガーデニング制作専攻
- 福岡国土建設専門学校 緑地造園科

## 自然再生士補資格養成機関登録校
自然再生士補資格養成機関として認定・登録を受けた大学等は、現在5大学等、3学部（学域）、5学科（学類）となるが登録初年度（平成23年）より46大学等、54学部（学域）大学院2校を含む、71学科（学類）が登録を行っている。なお、認定条件は該当校の「卒業」の要件であったが、平成24年2月に廃止。現在は認定・登録された大学等を卒業、または在籍している学生は、認定を受けた学部・学科の分野別科目対応表に記載された科目の履修状況、自然再生士補認定に必要な科目・単位数が規定されているものに応じて自然再生士補の認定を受けることができる。
補資格養成機関名称
- 岩手大学 人文社会科学部 環境科学課程
- 大阪経済法科大学 経済学部 経済学科 / 法学部 法律学科
- 大阪府立大学 生命環境科学部 緑地環境科学科 / 生命環境科学域 緑地環境科学類 / 現代システム科学域 環境システム学類
- 岡山理科大学 総合情報学部 生物地球システム学科 / 生物地球学部 生物地球学科
- 鹿児島大学 農学部 生物環境学科
- 京都学園大学 バイオ環境学部 バイオ環境デザイン学科
- 京都工芸繊維大学 工芸科学部 応用生物学課程
- 京都大学農学部 森林科学科
- 北里大学 海洋生命科学部 海洋生命科学科
- 岐阜大学 応用生物科学部 生産環境科学課程
- 近畿大学 農学部 環境管理学科 / 生物理工学部 生物工学科
- 神戸女学院大学 人間科学部 環境・バイオサイエンス学科
- 佐賀大学 農学部 生物環境科学科 生物環境保全学コース
- 滋賀県立大学 環境科学部 環境生態学科・環境政策・計画学科
- 島根大学 生物資源科学部 農林生産学科・地域環境科学科
- 信州大学 農学部 森林科学科 / 理学部 物質循環学科・生物科学科
- 千葉大学 大学院 園芸学研究科 環境園芸学専攻 緑地環境学コース / 園芸学部 緑地環境学科
- 帝京科学大学 生命環境学部 自然環境学科
- 東海大学 海洋学部 環境社会学科 / 教養学部 人間環境学科 自然環境課程 / 生物学部 海洋生物科学科・生物学科
- 東京農業大学 地域環境科学部 森林総合科学科・造園科学科
- 東京環境工科専門学校 自然環境保全学科・野生動物保護管理学科・野生生物調査学科・高度自然環境管理学科
- 東京都市大学 環境学部 環境創生学科 / 環境情報学部 環境情報学科
- 東京農工大学 農学部 地域生態システム学科
- 鳥取環境大学 環境学部 環境学科
- 長野県林業大学校 林業専門課程及び林学科
- 名古屋大学農学部 生物環境科学科
- 名古屋産業大学 環境情報ビジネス学部 環境情報ビジネス学科
- 新潟大学 農学部 生産環境科学科
- 新潟農業・バイオ専門学校 園芸デザイン科
- 西日本短期大学 緑地環境学科
- 日本大学 生物資源科学部 植物資源科学科・生命化学科・森林資源科学科・国際地域開発学科・短期大学部 生物資源学科
- 兵庫県立大学 大学院 緑環境景観マネジメント研究科
- 広島工業大学 環境学部 地球環境学科
- 福井県立大学 生物資源科学部 生物資源学科 / 海洋生物資源学部 海洋生物資源学科
- 福島大学 共生システム理工学類 環境システムマネジメント専攻
- 法政大学 生命科学部 生命機能学科 植物医科学専修・応用植物科学科
- 北海道大学農学部 森林科学科
- 南九州大学 環境園芸学部 環境園芸学科
- 宮城大学 食産業学部 環境システム学科
- 宮崎大学 農学部 植物生産環境科学科・森林緑地環境科学科
- 明治大学 農学部 農学科
- 山形大学 農学部 食料生命環境学科 森林科学コース
- 山口大学 工学部 循環環境工学科
- 山梨大学 生命環境学部 環境科学科
- 立正大学 地球環境科学部 環境システム学科
- 和歌山大学 システム工学部 環境システム学科